# دهستان طارند بالا
دهستان طارند بالا یکی از دهستان‌های شهرستان پیشوا در استان تهران ایران است. این دهستان در بخش جلیل‌آباد قرار دارد و براساس سرشماری مرکز آمار ایران در سال ۱۳۹۰، جمعیت آن ۶۶۰۹ نفر (در ۱۶۶۳ خانوار) بوده‌است.
از مناطق گردشگری پیشوا محسوب می شود، از جاذبه های گردشگری آن یخچال طارند پایین و آبشار طارند بالا محسوب می شود.